# Ham (Val-d'Oise)
Pour les articles homonymes, voir Ham.
Ham est un hameau de Cergy, dans le Val-d'Oise, situé au sud de la ville, au bord du plan d'eau des étangs de Cergy-Neuville dans la courbe de la rivière Oise. C'est un quartier résidentiel avec de grandes propriétés, et un hôtel restaurant 2 étoiles.

## Histoire
Le hameau de Ham est rattaché primitivement à Cergy, mais situé de l'autre côté de l'Oise. Les habitants obtinrent le 20 juillet 1687, de François Harlay de Champvallon, archevêque de Paris, de pouvoir aller faire leurs devoirs de chrétiens à Éragny-sur-Oise et celui de recourir, si besoin était, au curé, sans préjudicier toutefois aux droits de l'archevêque de Rouen,.

## Galerie

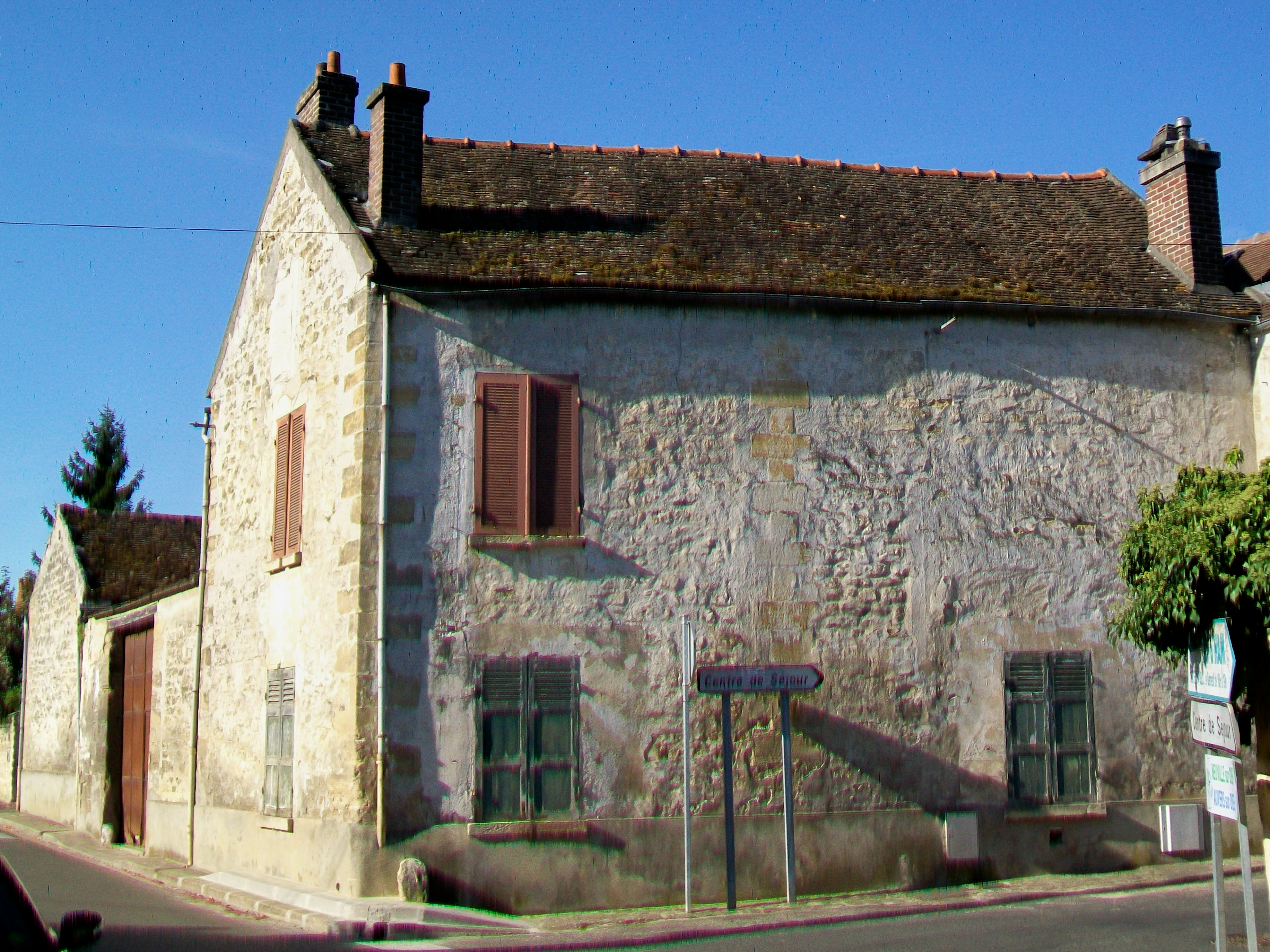